# ヴィトルド・ロヴィツキ
ヴィトルト・ロヴィツキ（ポーランド語: Witold Rowicki, 1914年2月26日 タガンログ - 1989年10月1日 ワルシャワ）はポーランドの指揮者。本姓はカウカ（Kałka）である。ヤン・クレンツやスタニスワフ・ヴィスウォツキとともに、俗に「ポーランド三羽烏」と並び称せられた。

## 経歴
クラクフ音楽院にてヴァイオリンと作曲を学ぶ。戦時中にドイツに渡り、ルドルフ・ヒンデミット（有名な作曲家パウル・ヒンデミットの弟）に指揮法の個人指導を受けるが、終戦まではヴァイオリン奏者として活動を続けた。祖国解放までにポーランド国立放送交響楽団やワルシャワ国立フィルハーモニー管弦楽団の結成に参加し、1958年から1977年まで後者の音楽監督を務めた。名声が国境を越えてから、1982年から1985年までバンベルク交響楽団の首席指揮者に迎えられた。
ロヴィツキは、アントニーン・ドヴォルジャークの交響曲全集を発表したほか、同時代のポーランド人作曲家（たとえばシマノフスキやルトスワフスキ）の諸作品を好んで録音した。